# Багратион, Роман Иванович
Князь Рома́н Ива́нович Багратио́н (груз. რომან ივანეს ძე ბაგრატიონი, 1778—1834) — генерал-лейтенант русской армии.
Из грузинского царского рода Багратионов (картлийская ветвь, потомство царя Иессе), младший брат героя Отечественной войны 1812 года П. И. Багратиона, отец полковника русской армии Ивана Романовича Багратиона и генерал-лейтенанта Петра Романовича Багратиона.

## Биография
Записан рейтаром в л.-гв. Конный полк 16 апреля 1790 года. Действительную службу начал 16 апреля 1796 года «кадетом» в свите графа В. А. Зубова. 10 мая 1796 года произведён в прапорщики с зачислением в Кубанский егерский корпус. В 1796 году участвовал во взятии Дербента, переведён в хорунжие. 25 апреля 1802 года переведён поручиком в л.-гв. Гусарский полк (Лейб-Гусарский).
Сражался с французами в 1805 и 1807 годах.
В 1809 и 1810 годах, будучи волонтёром в Дунайской (до 1812 — Молдавской) армии, воевал с турками. В полковники произведён 26 ноября 1810 года. 20 января 1810 года награждён орденом св. Георгия 4-й степени
В воздаяние отличнаго мужества и храбрости, оказанных в сражении против турецких войск при м. Расевате, где, находясь при генерале Платове, развозил приказания его в средине огня от одного фланга на другой и когда кавалерии приказано было сделать на неприятеля быстрый удар, тогда с полученными двумя сотнями казаков, находясь впереди, поражал неприятеля до самого окончания дела
В 1812 году был прикомандирован к Александрийскому гусарскому полку, с которым в составе 3-й армии Тормасова участвовал в боевых действиях на южном направлении. Сражался под Кобрином, Брестом и Городечно. В 1813 году отличился при Бауцене и 21 мая получил чин генерал-майора.
28 января 1814 года был удостоен ордена св. Георгия 3-й степени
В воздаяние отличных подвигов мужества, храбрости и распорядительности, оказанных при атаке Гамбурга 13 января
Прославился во время русско-персидской войны 1827 года, первым ворвавшись в Эривань. В генерал-лейтенанты произведён за отличие в войне с турками 25 июня 1829 года. Он покровительствовал искусствам, в его тбилисском доме устраивались литературные вечера, ставились домашние спектакли.
В 1832 году был послан в Абхазию, где заболел лихорадкой, от которой умер. Похоронен в Тифлисе в церкви Св. Давида.

## Семья
Роман Багратион был женат на представительнице дворянского рода армянского происхождения Анне Семеновне Ивановой. В браке родилось трое детей:
- Старший сын, Пётр Романович Багратион, генерал-лейтенант, князь (1818—1876),

- Иван Романович Багратион князь, полковник (1824—1860),

- Елизавета Романовна Багратион княгиня, в замужестве баронесса Белендорф (1820—1867).

Один из них, генерал-лейтенант князь Пётр Романович Багратион стал видным администратором — руководил проведением крестьянской реформы в Пермской губернии, был тверским губернатором, генерал-губернатором Остзейского края. Одновременно он получил известность как инженер-металлург, писал труды по гальванике, открыл способ извлечения золота из руд цианированием.
Потомство его угасло в мужском поколении в 1919—1920 годах с гибелью князя Александра (18 июля 1862 — 7 декабря 1920) приговорён большевиками к расстрелу в Ялте, и князя Дмитрия Багратион (13 июня 1863 года — 21 октября 1919 года, Петроград)

## Образ в кино
- «Багратион» (1985) — актёр Зураб Кипшидзе